# Fårup Sø
Fårup Sø är en sjö i Danmark.   Den ligger söder om Jelling i Vejle kommun i Region Syddanmark, i den centrala delen av landet, 200 km väster om Köpenhamn. Fårup Sø ligger 48 meter över havet. Arean är 0,96 kvadratkilometer. Den sträcker sig 1,0 kilometer i nord-sydlig riktning, och 1,9 kilometer i öst-västlig riktning. Sjön avvattnas genom Grejs Å.